# Coupe des clubs champions africains 1994
Navigation
Édition précédente Édition suivante
La Coupe des clubs champions africains 1994 est la 30e édition de la Coupe des clubs champions africains. Le club vainqueur de la compétition est désigné champion d'Afrique des clubs 1994.

## Tour préliminaire
| Équipe 1                | Résultat | Équipe 2         | Aller | Retour |
| ----------------------- | -------- | ---------------- | ----- | ------ |
| Mebrat Hail             | 5 - 4    | SC Kiyovu Sport  | 3 - 2 | 2 - 2  |
| forfait Mighty Barrolle | -        | AC Semassi       | -     | -      |
| Lobatse CS Gunners      | 5 - 3    | Chief Santos FC  | 2 - 0 | 3 - 3  |
| JS Saint-Pierroise      | 6 - 2    | Mbabane Swallows | 4 - 0 | 2 - 2  |
| ACS Sonader Ksar        | 2 - 0    | Académico do Sal | 2 - 0 | 0 - 0  |
| Postel 2000             | 0 - 3    | AS Tempête Mocaf | 0 - 1 | 0 - 2  |

## Premier tour
| Équipe 1             | Résultat       | Équipe 2                   | Aller | Retour |
| -------------------- | -------------- | -------------------------- | ----- | ------ |
| AS Kaloum Star       | 1 - 3          | AS Tempête Mocaf           | 1 - 0 | 0 - 3  |
| Al Merreikh          | 0 - 2          | Simba SC                   | 0 - 1 | 0 - 1  |
| Arsenal FC           | 1 - 5          | Mamelodi Sundowns FC       | 0 - 1 | 1 - 4  |
| CD Costa do Sol      | 4 - 3          | JS Saint-Pierroise         | 2 - 0 | 2 - 3  |
| East End Lions FC    | 2 - 2 2 - 3tab | Stade malien               | 2 - 0 | 0 - 2  |
| ES Tunis             | 8 - 2          | EF Ouagadougou             | 5 - 0 | 3 - 2  |
| Fire Brigade SC      | 2 - 3          | BTM Antananarivo           | 1 - 1 | 1 - 2  |
| Gor Mahia FC         | E3 - 3         | Mebrat Hail                | 2 - 0 | 1 - 3  |
| Iwuanyanwu Nationale | 6 - 1          | Zumunta AC                 | 3 - 0 | 3 - 1  |
| MC Oran              | 4 - 2          | ACS Sonader Ksar           | 4 - 0 | 0 - 2  |
| Nkana FC             | -              | Highlanders FC forfait     | -     | -      |
| Petro Atlético       | 1 - 2          | AS Sogara                  | 0 - 0 | 1 - 2  |
| RC Bafoussam         | -              | Dragons de l'Ouémé forfait | -     | -      |
| AS Vita Club         | 6 - 1          | Lobatse CS Gunners         | 5 - 0 | 1 - 1  |
| Wydad AC             | 6 - 3          | AC Semassi                 | 6 - 1 | 0 - 2  |
| Zamalek SC           | -              | Express FC forfait         | -     | -      |

## Deuxième tour
| Équipe 1             | Résultat | Équipe 2             | Aller | Retour |
| -------------------- | -------- | -------------------- | ----- | ------ |
| Gor Mahia FC         | 2 - 3    | Zamalek SC           | 1 - 1 | 1 - 2  |
| Wydad AC             | 0 - 3    | AS Sogara            | 0 - 1 | 0 - 2  |
| CD Costa do Sol      | 1 - 2    | Nkana FC             | 1 - 0 | 0 - 2  |
| Simba SC             | 1 - 0    | BTM Antananarivo     | 1 - 0 | 0 - 0  |
| Stade malien         | 0 - 4    | ES Tunis             | 0 - 1 | 0 - 3  |
| Iwuanyanwu Nationale | E4 - 4   | RC Bafoussam         | 1 - 2 | 3 - 2  |
| MC Oran              | 10 - 4   | AS Tempête Mocaf     | 7 - 4 | 3 - 0  |
| AS Vita Club         | E4 - 4   | Mamelodi Sundowns FC | 2 - 1 | 2 - 3  |

## Quarts de finale
| Équipe 1   | Résultat | Équipe 2             | Aller | Retour |
| ---------- | -------- | -------------------- | ----- | ------ |
| Zamalek SC | 3 - 2    | AS Sogara            | 1 - 0 | 2 - 2  |
| Nkana FC   | 4 - 3    | Simba SC             | 4 - 1 | 0 - 2  |
| ES Tunis   | 4 - 1    | Iwuanyanwu Nationale | 3 - 0 | 1 - 1  |
| MC Oran    | -        | AS Vita Club forfait | -     | -      |

## Demi-finales
| Équipe 1   | Résultat | Équipe 2 | Aller | Retour |
| ---------- | -------- | -------- | ----- | ------ |
| Zamalek SC | 2 - 1    | Nkana FC | 2 - 0 | 0 - 1  |
| ES Tunis   | 5 - 3    | MC Oran  | 3 - 1 | 2 - 2  |

## Finale
| Aller           | Zamalek SC | 0 - 0 | ES Tunis | Stade international, Le Caire |                      |
| 4 décembre 1994 |            |       |          | Arbitrage : M. Yengo          | Arbitrage : M. Yengo |

| Retour           | ES Tunis                                  | 3 - 1 | Zamalek SC | Stade olympique d'El Menzah, Tunis |                           |
| 17 décembre 1994 | Berrekhissa 16e 62e · Ben Naji 52e (pen.) |       | 87e Nassar | Arbitrage : Lim Kee Chong          | Arbitrage : Lim Kee Chong |

## Vainqueur
| Coupe des clubs champions africains Vainqueur 1994 |
| -------------------------------------------------- |
| ES Tunis Premier titre                             |